# Aéroport régional de Red Deer
L’aéroport régional de Red Deer (AITA : YQF, OACI : CYQF) est un aéroport situé en Alberta, Canada, à 11 km au sud-ouest de la ville de Red Deer. L'aéroport est principalement pour l'aviation générale et le service d'affrètement. Le transporteur aérien Air Canada exploite un service sans escale à destination de Calgary par l'intermédiaire de son transporteur régional Air Canada Express, exploitée par Air Georgian, à bord d'un Beechcraft 1900D.

## Histoire
L'Aviation royale du Canada bâtit l'aéroport de Red Deer pendant la Seconde Guerre mondiale dans le but de former les pilotes des forces alliées dans le cadre du Plan d'entraînement aérien du Commonwealth britannique (PEACB). Il était alors connu sous le nom de SFTS (Service Flight Training School). L'aéroport ferma temporairement après la guerre mais fut rouvert en 1950 sous le nom de FTS (école de pilotage) pour l'entraînement des pilotes de l'OTAN durant la guerre froide avant de devenir la base des Forces canadiennes (CFB Penhold).
La ville de Red Deer a repris l'exploitation de l'aéroport en 1965 et la province a étendu la piste principale 16/34 à 5 528 pieds (1 685 m) en 1980. La propriété de l'aéroport fut transmise le 1er septembre 1999 à l'Administration de l'aéroport régional de Red Deer (RDRAA), une entité comprenant la ville de Red Deer et le comté environnant, par le gouvernement de la province de l'Alberta. Il était auparavant considéré comme un aéroport industriel mais l'administration aéroportuaire a pu attirer des services aériens réguliers, le transformant ainsi un aéroport d'aviation générale.

### Expansion
En octobre 2015 fut annoncé une expansion de 9,5 millions de dollars CAN, dont une prolongation de 610 mètres de la piste 16/34 (maintenant 17/35), passant de 1 685 à 2 295 m. La construction débuta en avril 2016 et devait se terminer le 16 septembre 2016. Toutefois, l'extension n'a été affichée dans le Supplément de vol Canada que dans l'édition du 2 mars 2017 au 27 avril 2017.
Cette expansion permettra à l'aéroport d'accueillir des avions plus gros. Canada Jetlines fut la première compagnie aérienne à prévoir commencer le service par Boeing 737-800 avec Abbotsford (Colombie-Britannique) avant l'hiver 2019.

### Site de recherche
De 1956 à 1985 l'aéroport fut le point central du programme de recherche Alberta Hail Project qui étudia la physique des nuages et la dynamique de la production de la grêle. Un radar météorologique polarisé circulairement de bande S opéra sur ses terrains et des avions de reconnaissance utilisèrent ses pistes,.